# ولایت خودمختار هایبی تبتی
ولایت خودمختار هایبی تبتی (به انگلیسی: Haibei Tibetan Autonomous Prefecture) یک ولایت خودمختار در چین است که در چینگهای واقع شده‌است.